# Niezależna Gazeta Polska
Niezależna Gazeta Polska – wydawany w Warszawie miesięcznik stworzony przez dziennikarzy Gazety Polskiej.
Ze sprzedaży czasopisma utrzymywana jest strona internetowa Niezalezna.pl.
Redaktorem naczelnym miesięcznika był Tomasz Sakiewicz, a następnie Katarzyna Gójska-Hejke. Z Niezależną Gazetą Polską współpracowali m.in.: Jan Pietrzak, Marcin Wolski, Rafał A. Ziemkiewicz, Maciej Łętowski, Jacek Kwieciński, Piotr Lisiewicz.
Łącznie ukazało się 42 numery pisma, w tym ostatni 2 sierpnia 2009. W 2009 miesięcznik połączył się z kwartalnikiem Nowe Państwo i ukazuje się jako Niezależna Gazeta Polska – Nowe Państwo (pierwszy numer ukazał się we wrześniu 2009).
Redakcja przyznawała corocznie wyróżnienie pod nazwą „Nagroda im. św. Grzegorza I Wielkiego” (nowy miesięcznik kontynuuje przyznawanie nagrody):
- 2006: Tadeusz Isakowicz-Zaleski[4][5]
- 2007: Krzysztof Czabański[6]
- 2008: Lech Kaczyński[7]

27 lutego 2011 rozpoczęła funkcjonowanie witryna internetowa pisma http://www.panstwo.net, na której są zamieszczone archiwalne artykuły, które ukazywały się w periodyku.